# Výrov (hrad)
Výrov je zřícenina hradu u Nového Města nad Metují v okrese Náchod v Královéhradeckém kraji. Nachází se v Klopotském údolí nad soutokem Metuje s Bohdašínským potokem. Jeho pozůstatky jsou chráněny jako kulturní památka České republiky.

## Historie
Podle archeologických nálezů byl hrad založen koncem čtrnáctého nebo na začátku patnáctého století a je možné, že nikdy nebyl zcela dokončen. První písemné zmínky o něm pochází z let 1483–1501, kdy patřil Janovi Černčickému z Kácova, ale tehdy už byl označován jako pustý. Náchodská smolná kniha však obsahuje záznamy z let 1539–1541, podle kterých hrad sloužil jako vězení pro nebezpečné zločince.

## Stavební podoba
Jednodílný hrad byl založen na ostrožně nad soutokem Metuje a Bohdašínského potoka. Od zbytku ostrožny jej odděluje příkop, který se dochoval devět metrů hluboký a osm metrů široký. Hlavním obranným prvkem hradu byla čtyři metry silná a nejméně osm metrů vysoká štítová zeď, před níž se nejspíše nacházel ještě parkán. Do hradu se vstupovalo bránou, kterou chránil baštovitý výběžek hradby.
Za zdí stál čtverhranný věžovitý palác, jehož větší část byla roubená nebo pravděpodobněji hrázděná. Palác byl podsklepený a dochovala se z něj pouze podezdívka se stopami ukotvení trámů horních pater. Další dřevěná zástavba zaujala skalní útvary za palácem.

## Hrad v kultuře
Na hradě se odehrává část děje románu Husitský král od Aloise Jiráska.